# Andrij Taran (Bogenbiathlet)
Andrij Taran (ukrainisch Андрій Таран; * 13. März 1986) ist ein ehemaliger ukrainischer Bogenbiathlet.

## Leben
Andrij Taran erreichte seinen größten internationalen Erfolg bei den Bogenbiathlon-Weltmeisterschaften 2005 in Forni Avoltri. Dort gewann er mit der Staffel der Ukraine hinter Russland und Slowenien an der Seite von Wolodymyr Ossadtschyj, Anatolij Lebeda, Serhij Mychajlenko die Bronzemedaille. 2005 startete er in Kirowsk bei einem 10-Kilometer-Freistil-FIS-Rennen im Skilanglauf und wurde 36. Bei den Europameisterschaften 2008 belegte Taran die Ränge zehn im Sprint sowie neun in der Verfolgung und im Massenstartrennen.

## Belege
1. ↑  Resultate EM 2008 (Memento vom 12. August 2012 im Internet Archive) (PDF; 464 kB)

| Personendaten    | Personendaten              |
| ---------------- | -------------------------- |
| NAME             | Taran, Andrij              |
| ALTERNATIVNAMEN  | Таран, Андрій (ukrainisch) |
| KURZBESCHREIBUNG | ukrainischer Bogenbiathlet |
| GEBURTSDATUM     | 13. März 1986              |